# República da Ilirida

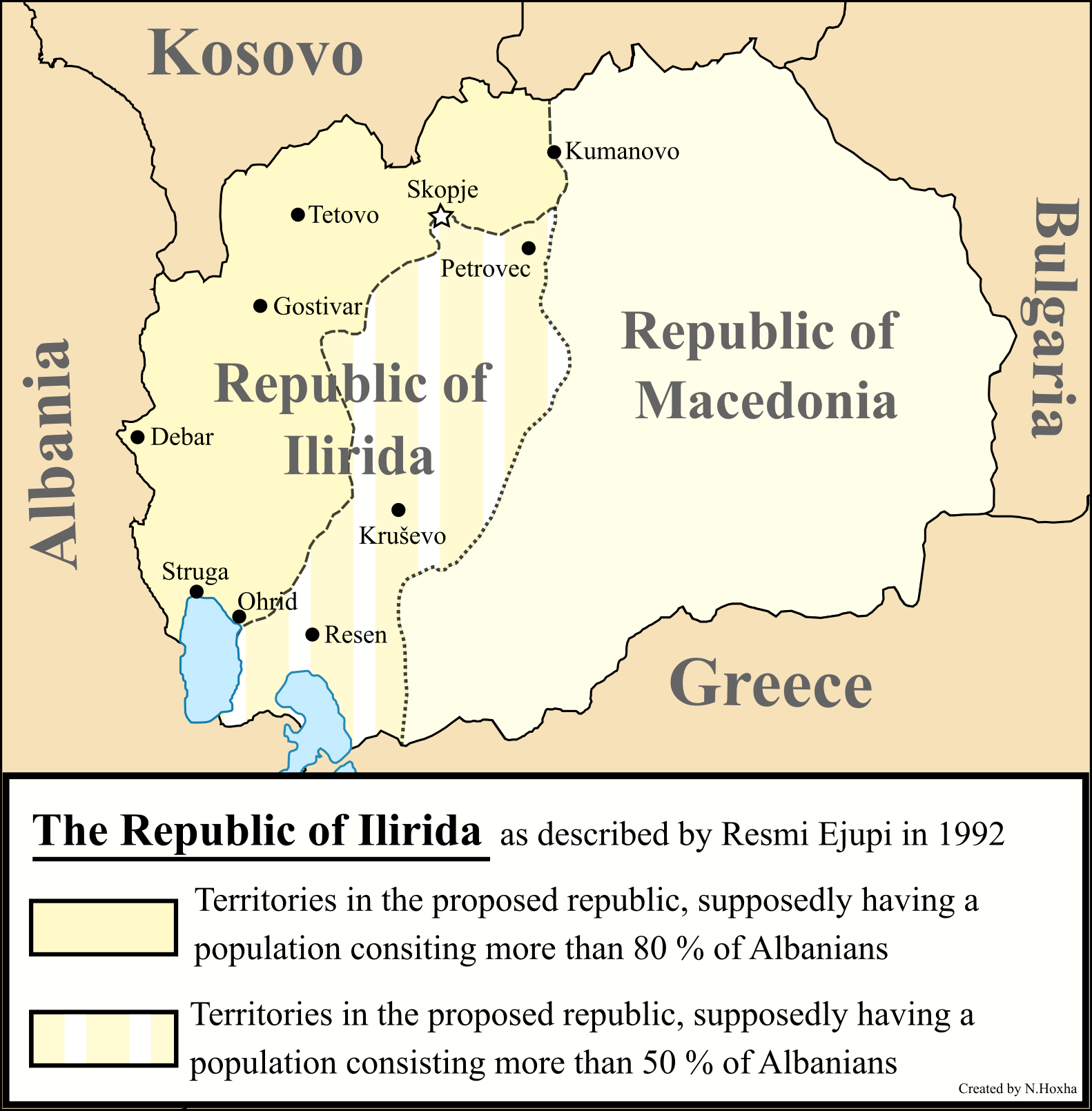
Mapa da República da Ilirida proposta

Ilirida (em albanês:  Ilirida; em macedônio/macedónio:  Илирида, Ilirida) ou República da Ilirida (em albanês:  Republika e Iliridës; em macedônio/macedónio:  Република Илирида, Republika Ilirida) é um Estado proposto para as regiões ocidentais da Macedônia do Norte (então República da Macedônia), declarada duas vezes pelo político Nevzat Halili: uma vez em 1992 e novamente em 2014. A proposta foi declarada inconstitucional pelo governo macedônio.  O conceito secessionista de Ilirida surgiu no início da década de 1990 e foi defendido por alguns políticos albaneses como uma solução para as inquietações e as disputas que a comunidade albanesa tinha em relação ao reconhecimento constitucional e aos direitos das minorias na Macedônia. 

## Etimologia
O nome Ilirida é um portmanteau formado a partir das palavras Ilíri(a) e Da(rdânia), que são os nomes de regiões antigas que cobriam partes da atual Macedônia do Norte. 